# Amalia de Nassau-Dietz
Princesa Amalia de Nassau-Dietz (Ana Carlota Amalia; 13 de octubre de 1710, Leeuwarden-17 de septiembre de 1777) fue la esposa del príncipe heredero Federico de Baden-Durlach, y madre de Carlos Federico, el primer Gran Duque de Baden.

## Biografía
Ana Carlota Amalia era hija de Juan Guillermo Friso de Nassau-Dietz (después de 1702 Príncipe de Orange) y su esposa, la landgravina María Luisa de Hesse-Kassel. Ella creció en Frisia y habló frisón occidental.
Después de su matrimonio con Federico de Baden-Durlach en 1727 se trasladó a Durlach. Durante sus embarazos, Amalia tiranizaba a sus siervos, y debido a muchas rabietas de la princesa, circularon rumores en la corte de Durlach que estaba enferma mentalmente. Federico murió el 26 de marzo de 1732, poco después del nacimiento de su segundo hijo. Como una prueba más de su supuesta enfermedad mental, se denunció que ella no derramó ni una lágrima al ver el cadáver de su marido.
Su suegro, el margrave Carlos III Guillermo, no quería que Amalia influyera en el nuevo príncipe heredero Carlos Federico; aunque la madre y el hijo seguían viviendo en el Castillo de Karlsburg en Durlach, Amalia vivió el resto de su vida en un apartamento independiente en el castillo, protegida del mundo exterior. La educación de sus dos hijos, Carlos Federico y Guillermo Luis, fue asumida por su suegra, Magdalena Guillermina de Wurtemberg.

## Matrimonio y descendencia
El 3 de julio de 1727, Amalia se casó con Federico de Baden-Durlach (1703–1732). Ellos tuvieron los siguientes hijos:
1. Carlos Federico I de Baden (22 de noviembre de 1728 - 10 de junio de 1811), Margrave y más tarde duque de Baden.
2. Guillermo Luis de Baden (14 de enero de 1732 - 17 de diciembre de 1788)